# Kalophrynus pleurostigma
Kalophrynus pleurostigma is kikker uit de familie smalbekkikkers (Microhylidae), die voorkomt in Zuidoost-Azië.

## Beschrijving
Kalophrynus pleurostigma is een middelgrote kikker met een smalle kop en spitse snuit. Het vrouwtje wordt 40 tot 60 millimeter groot en het mannetje 30 tot 55 millimeter. De huid is roodbruin tot zwart en bij de mannetjes bezet met tuberkels. Van de snuitpunt lopen lichte flankstrepen tot aan de lies. Boven de achterpoten heeft de kikker een opvallende zwarte vlek.

## Verspreidingsgebied
Kalophrynus pleurostigma is inheems in Indonesië, Maleisië, Myanmar, Thailand en in het zuiden van de Filipijnen. Hij kan worden aangetroffen in de strooisellaag van laagland- en hellingbossen en soms ook in verstoord gebied. In het grootste deel van zijn verspreidingsgebied is de kikker een algemene soort.

## Leefwijze
Bij verstoring of bedreiging scheiden de huidklieren van Kalophrynus pleurostigma een plakkerige substantie uit. De kikkervisjes ontwikkelen zich in kleine koeltjes, waaronder phytotelmata en de vangbekers van sommige Nepenthes- planten. De kikker wordt daarom een nepenthebiont genoemd. De kikkervisjes voeden zich met onbevruchte eitjes die het vrouwtje in de poeltjes legt.